# VLT de Salvador e Região Metropolitana
O VLT de Salvador (também conhecido como VLT de Salvador e Região Metropolitana ou VLT do Subúrbio) é um sistema brasileiro de transporte urbano ferroviário em construção em Salvador e Simões Filho, municípios da Região Metropolitana de Salvador no estado da Bahia.
O sistema foi projetado para substituir e ampliar o antigo Trem do Subúrbio de Salvador, o "Trem do Subúrbio", tendo seu projeto inicial de 2015 licitado em 2017, porém sem participantes interessados. Na falta de um VLT, em 2019, houve a assinatura de parceria público-privada com a empresa BYD (através do consórcio chamado Skyrail Bahia) para um projeto de um monotrilho elevado com 36,4 quilômetros de extensão, composto por três trechos e 34 paradas.
Depois de atrasos, as obras do monotrilho chegaram começar em fevereiro de 2021 com previsão de conclusão em 2027. O antigo sistema de trens até então em funcionamento foi removido, mas o contrato para construção deste monotrilho com a Skyrail Bahia foi rescindido em 2023 devido a irregularidades e atrasos no projeto.
Com outro projeto e mantendo a ideia inicial de trilhos tipo VLT, uma nova licitação foi lançada no fim de 2023, novos contratos foram assinados, e as obras reiniciadas em 2024. A nova previsão de conclusão dos três trechos ficou então para 2027 ou 2028.
Embora o trajeto inicialmente planejado ainda não esteja finalizado, as expansões estão sendo formuladas pelo Governo da Bahia, o que inclui o trecho ao sul até o Terminal da França no bairro do Comércio, um trecho a oeste pela Península de Itapagipe até o bairro da Ribeira e um trecho ao norte, denominado VLT Metropolitano, primeiramente ligando Simões Filho até o centro de Camaçari e posteriormente até Alagoinhas.

## História

### Antecedentes e o antigo Trem do Subúrbio

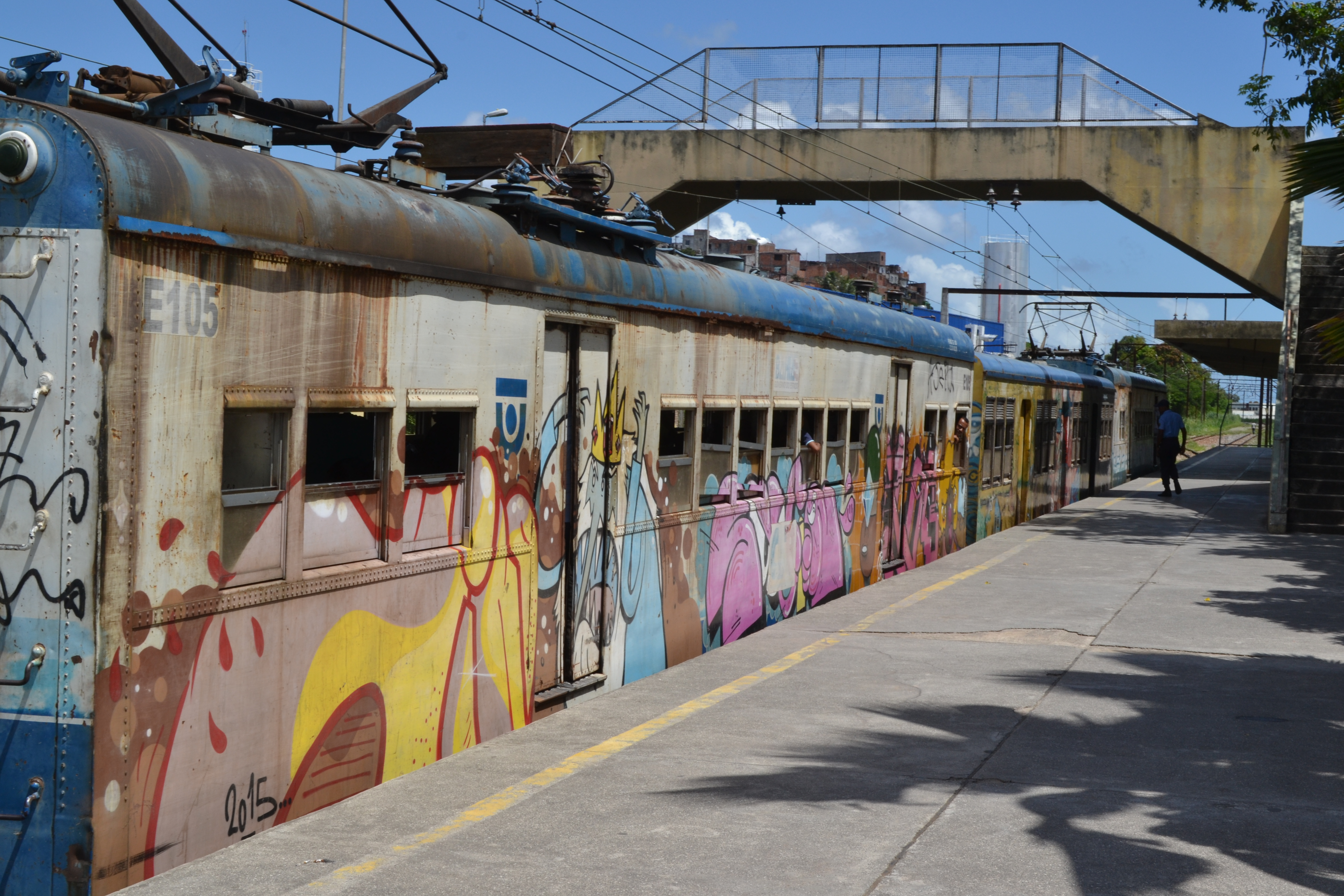
Trem de subúrbios de Salvador

Surgido na década de 1940, o Trem de Subúrbio de Salvador recebeu investimentos pontuais em modernização por parte do governo federal nas décadas de 1960, 1980 e 2000, porém a falta de recursos para sua manutenção tornaram esse meio de transporte precário. Desde o início da década de 2000 o governo federal e a prefeitura de Salvador discutiam a modernização e a transferência de sua administração da CBTU para a prefeitura. Iniciado em 2000, com a criação da estatal municipal Companhia de Transporte de Salvador (CTS), esse processo foi concluído em 2005, seguido de uma grande reforma dos trens e estações. Ao mesmo tempo, surgiu o projeto de substituição do antigo trem de subúrbios por um veículo leve sobre trilhos.

### A primeira proposta de VLT
A CTS passou a desenvolver o projeto do VLT. Em 2013, a empresa foi transferida pela prefeitura de Salvador ao governo da Bahia, sendo renomeada Companhia de Transportes do Estado da Bahia (CTB). Com isso, o projeto do VLT do Subúrbio foi intensificado. Em 2015, o projeto foi apresentado para a sociedade, prevendo-se uma linha de 18,5 quilômetros ligando o Comércio a Paripe na Avenida São Luis, com 21 paradas e demanda prevista de 150 mil passageiros por dia, a um custo de 1 bilhão de reais. Por falta de recursos próprios para implantar o projeto, o governo da Bahia decidiu transformá-lo em uma parceria público-privada (PPP) e lançou sua licitação em 2017. Apesar disso, não houve interessados e o projeto acabou engavetado.

### A proposta do monotrilho da BYD Skyrail
Posteriormente, a empresa chinesa BYD apresentou uma proposta de conversão do projeto do VLT para monotrilho padrão ALWEG, viabilizado através de uma PPP com o governo da Bahia. O contrato entre a BYD e o governo da Bahia foi assinado em fevereiro de 2019. Apesar da solução proposta pela BYD ser um monotrilho elevado padrão ALWEG (enquanto os estudos do governo da Bahia previam um VLT em superfície de sistema roda+trilho de aço), o governo da Bahia optou por não realizar novos estudos (incluindo EIA+RIMA) e assinou o contrato com base em estudos ligeiramente diferentes do projeto contratado. Para burlar questionamentos jurídicos, o governo da Bahia chamou o VLT de “veículo leve de transporte” (algo inexistente na nomenclatura técnica).
| “                                                                          | ...Isso cabe um monotrilho terrestre, um veículo leve sobre trilhos terrestre ou um monotrilho terrestre, mas também um monotrilho elevado. O monotrilho é um modal equivalente, com uma capacidade maior, uma envergadura maior. A licitação atendeu plenamente ao que estava previsto no edital... | ” |
| — Nelson Pelegrino, secretário Estadual de Desenvolvimento Urbano da Bahia | |   |

| “ | ...Eles (VLT e Monotrilho) têm uma tecnologia diversa, com uma operação e manutenção distintas, com fornecedores próprios, com cuidados de segurança diferentes, cada um com suas vantagens e suas desvantagens... | ” |
| — Peter L. Alouche, mestre em engenharia pela Universidade de São Paulo, ex diretor do Metrô de São Paulo e especialista em mobilidade | |   |

| “ | ...Não se enquadra como VLT porque corre em cima de pneus. O governo insiste em chamar de VLT porque não quer admitir que na licitação só apareceu uma única empresa chinesa que falava que não tinha a tecnologia VLT e só podia ofertar a monovia elevada. Aí começou toda essa problemática. A grande vantagem do VLT é que é um sistema flexível e que pode se adaptar ao sistema de tráfego junto com carros... | ” |
| — Carl von Hauenschild, arquiteto e urbanista da Universität Stuttgart, coordenador técnico do Participa Salvador e especialista em mobilidade | |   |

Em abril de 2021, a BYD anunciou, como um marco significativo, o lançamento do que seria o primeiro veículo SkyRail para Salvador, diretamente de sua linha de produção. O SkyRail, com tecnologia de condução autônoma e design futurista, seria operado em uma linha de 14,5 milhas (cerca de 23,26 km) ligando o distrito central de negócios de Salvador à Ilha de São João. Este marco fazia parte da iniciativa global da BYD para promover o SkyRail como uma solução de transporte sustentável em várias cidades ao redor do mundo, incluindo Los Angeles, onde a BYD propôs um sistema de monotrilho para aliviar o congestionamento de tráfego.
O monotrilho utilizaria veículos desenvolvidos pela BYD durante cinco anos a um custo de 750 milhões de dólares, que totalizariam 28 trens unidade. O SkyRail foi inicialmente projetado para proporcionar uma viagem suave e confortável, com foco em sustentabilidade e eficiência energética, alinhando-se com os objetivos da BYD de ajudar cidades ao redor do mundo a construir sistemas de transporte de baixo carbono e promover o desenvolvimento sustentável, mas haviam muitas discussões sobre custos, demoras, e viabilidade de forma geral.
Entretanto, o projeto enfrentou dificuldades consideráveis. Relatórios internos do governo do Estado da Bahia, concluídos em janeiro de 2020, apontavam que o desequilíbrio financeiro do projeto foi causado por vários fatores específicos. Entre eles, destacam-se os atrasos nos processos de licenciamento, que adicionaram cerca de 12 meses ao cronograma original, e a necessidade de ritos adicionais de licenciamento ambiental, que não estavam inicialmente previstos e resultaram em um aumento de R$ 200 milhões nos custos projetados. Além disso, alterações significativas no traçado original, exigidas pelo Instituto do Patrimônio Histórico e Artístico Nacional (IPHAN) para aprovação do projeto, resultaram na redução da extensão originalmente prevista e no número de paradas, aumentando os custos operacionais em aproximadamente R$ 300 milhões. Também houve a inclusão de um novo trecho (Fase 2) entre São Joaquim e o Acesso Norte, que adicionou mais R$ 500 milhões ao custo total. Esses fatores, somados, contribuíram para um aumento no custo total do projeto de R$ 1,5 bilhão para R$ 5,2 bilhões, um reajuste de 246%, e levaram à necessidade de renegociações constantes entre o governo e o consórcio SkyRail.
Em 2024, o Tribunal de Contas do Estado da Bahia (TCE-BA) declarou ilegal a licitação antiga do edital e o contrato do VLT de Salvador de 2017, além do contrato de concessão patrocinada sob a modalidade de Parceria Público-Privada (PPP). O TCE-BA também recomendou o encaminhamento de cópias dos autos ao Ministério Público do Estado da Bahia (MP-BA) e à Assembleia Legislativa do Estado da Bahia (ALBA) para as providências cabíveis. Apesar das ilegalidades apontadas, o governo da Bahia seguiu com os procedimentos e assinou, em 2019, o contrato com a concessionária Skyrail, que foi rescindido em agosto de 2023.

### Nova licitação e novo VLT ampliado
Após a rescisão do contrato com a Skyrail Bahia, o Governo da Bahia lançou uma nova licitação em dezembro de 2023 para a implantação do VLT. O projeto foi então dividido em três lotes (três trechos completos), com orçamento de quase R$ 4 bilhões, e as obras têm previsão de entrega para 2027, três anos após o prazo inicial. Em março de 2024, o Tribunal de Justiça do Estado da Bahia (TJ-BA) suspendeu a licitação após uma ação judicial alegando irregularidades no processo, incluindo a limitação injustificada do número de empresas participantes do consórcio.
| Ano              | Evento |
| ---------------- | --- |
| 2017             | Feita, ainda no contexto da Copa do Mundo de 2014, a 1ª licitação para o VLT de Salvador pelo Governo da Bahia.                                            |
| 2018             | TCE-BA aprova medida cautelar para suspender os efeitos da concorrência pública.                                                                           |
| 2019             | Governo da Bahia, sob liminar do TJ-BA, assina contrato com a Skyrail para a implantação de um monotrilho.                                                 |
| 2021             | Início das obras do "VLT" do Subúrbio, com previsão inicial de conclusão das obras em 2024.                                                                |
| Agosto de 2023   | Governo da Bahia rescinde o contrato com a Skyrail devido a irregularidades e atrasos no projeto.                                                          |
| Dezembro de 2023 | Governo da Bahia lança uma nova licitação para o projeto do VLT de Salvador, dividido em três lotes.                                                       |
| Março de 2024    | TJ-BA suspende a nova licitação após ação judicial alegando irregularidades no processo. Empresa Eggis é contratada para gerir projeto do VLT de Salvador. |
| Maio de 2024     | TCE-BA declara a ilegalidade do contrato de 2017 e do contrato de concessão pela Parceria Público-Privada (PPP).                                           |
| Julho de 2024    | Bahia e Mato Grosso firmam acordo para a aquisição dos VLT para Salvador, com valor superior a R$ 1 bilhão.                                                |
| Junho de 2024    | Governo da Bahia autoriza o início das obras do VLT, com previsão de conclusão em 2027.                                                                    |
| Setembro de 2024 | Chegada de trilhos e maquinários nos canteiros de obra, também adquiridos de Mato Grosso.                                                                  |
| Outubro de 2027  | Previsão para a conclusão das obras do VLT de Salvador, com 3 trechos e 34 paradas.                                                                        |

## Características do sistema
O projeto do VLT de Salvador e Região Metropolitana, também denominado VLT do Subúrbio, visa substituir o Sistema de Trens do Subúrbio de Salvador por um VLT que conectará Calçada à Ilha de São João, em Simões Filho e Paripe à Piatã. O sistema terá aproximadamente 36,4 quilômetros de extensão, com 34 estações e capacidade para transportar cerca de 100 mil usuários por dia, sendo movido à propulsão elétrica, sem emissão de poluentes.
Para a integração com o sistema metroviário, inicialmente foi previsto que a Estação Calçada fosse uma das estações terminais da linha 2 do metrô. Porém, o edital da linha 2 não manteve tal interligação entre os modais. Por isso, outras possíveis ligações com o metrô, desta vez com a linha 1, foram cogitadas em apresentações e audiências, a exemplo dos trajetos Calçada-Retiro ou Lobato-Pirajá. Entretanto para o novo projeto do VLT as conexões escolhidas foram em Águas Claras e Bairro da Paz.
Em 2024, o Governo da Bahia lançou uma nova licitação para o projeto, dividido em três lotes, e firmou um acordo com o estado de Mato Grosso para a aquisição de 40 composições de VLT originalmente destinadas a Cuiabá, com um investimento total superior a R$ 1 bilhão. Este acordo, mediado pelo Tribunal de Contas da União, envolveu a compra de trens e outros equipamentos necessários para o projeto. A previsão para a conclusão das obras é outubro de 2027, com o início das operações logo em seguida.
Em junho de 2024, o governo da Bahia autorizou oficialmente o início das obras do VLT, que incluirão 36,4 km de percurso e 34 paradas, cujo projeto foi dividido em três trechos.
As obras têm previsão de conclusão em 2027 e estão orçadas em R$ 4 bilhões. Além das estações, as intervenções incluem a duplicação da rodovia BA-528 e a revitalização da estação ferroviária da Calçada. O projeto está sendo executado por consórcios que venceram a licitação em 2024.
Segundo estudos, o VLT de Salvador possui uma demanda estimada de 75.706 passageiros por dia já para o ano de 2025 no cenário conservador; de 91.338 no intermediário; e de 103.975 no mais otimista. Para 2050, a previsão é de que a demanda de passageiros diários no novo modal de transporte possa chegar a 116.690 pessoas.

### Estações e linhas
As paradas do atual trem do Subúrbio foram desativadas e darão lugar a estruturas modernas, leves e vazadas, o que permitirá uma maior ventilação, iluminação natural, conforto e segurança aos usuários. São projetadas 34 estações (paradas) tipo padrão, as quais seguem basicamente no mesmo formato.
O sistema possuirá três trechos: Ilha de São João a Calçada (com 17 paradas), Paripe a Águas Claras (com 8 paradas e interligação com o metrô), e Águas Claras a Piatã (com 9 paradas e interligação com o metrô), porém a numeração e as cores de cada linha ainda não foram divulgadas.
- Primeira Linha: Ilha de São João ⇔ Calçada — A Primeira Linha é composta por 18 estações (paradas) e um total de 16,66 km. Parte da localidade de Ilha de São João, no município de Simões Filho, seguindo para o município de Salvador, passando pelas localidades de Olindina, Paripe, Coutos, Setúbal, Periperi, Praia Grande, Escada, Itacaranha, São Brás, Plataforma, São João, União, Lobato, Viaduto Suburbana, Santa Luzia, Baixa do Fiscal e Calçada. Em cada uma dessas localidades, serão implantadas paradas de embarque e desembarque de passageiros, com exceção da Calçada onde será implantada uma Estação com aproveitamento e adequação da histórica Estação Ferroviária existente no local. Para os locais das paradas, são previstas obras que atendam às necessidades de circulação dos veículos, permitindo conexões e acessos aos atuais sistemas viários adjacentes, buscando soluções que permitam a convivência com outros sistemas modais, minimizando impactos afim de viabilizar a implantação do VLT.

- Segunda Linha: São Luiz ⇔ Águas Claras — A Segunda Linha do VLT compreende o percurso de 9,2 quilômetros de extensão, a partir da parada São Luís – final da alça de ligação que parte da Parada Olindina do Lote 1, localizada em Paripe – e finda na estação Águas Claras, permitindo a integração com o Sistema Metroviário de Salvador e Lauro de Freitas – SMSL. Será composta das seguintes estações: São Luiz, Base Naval, Via Bronze, Moema, Valença, Hospital do Subúrbio, Valéria e Águas Claras.

- Terceira Linha: Águas Claras ⇔ Piatã — A referida linha compreende um trecho de 10,52 Km de extensão de via permanente, com dormentes do tipo LVT, iniciando seu trajeto na parada Castelo Branco e findando na parada Orla, em Piatã. Possuirá um total de 9 pontos de parada, sendo interligado com o Sistema Metroviário de Salvador e Lauro de Freitas – SMSL através do Viaduto de Interligação com o Tramo III, em Águas Claras, e da passarela de acesso à Estação Bairro da Paz. Os pontos planejados para o trecho são, respectivamente: Castelo Branco, Regional,Cajazeiras, Alphaville, Bairro da Paz, Solaris, SENAI, Piatã, Orla[27].

## Controvérsias

### Aquisição de trens obsoletos do VLT do Mato Grosso
Em 9 de julho de 2024, os estados da Bahia e Mato Grosso firmaram um acordo para a aquisição de 40 composições, um total de 280 vagões (7 vagões por composição) de trens fabricadas entre 2013 e 2014, ou seja com mais de 10 anos de fabricação. Esse acordo visa reduzir a problemática do atraso por parte do governo do estado, depois das licitações anteriores terem sido embargadas na justiça, devido a contestação de irregularidades por parte do executivo estadual. Enquanto Mato Grosso avança com seu sistema BRT, solucionando um antigo litígio e Salvador recebe os ultrapassados trens que atenderiam a população de Cuiabá, "modernizados", segundo Jerônimo. O acordo, assinado pelos governadores Jerônimo Rodrigues, do Partido dos Trabalhadores (BA) e Mauro Mendes (MT), do UNIÃO e mediado pelo TCU, envolve um investimento superior a R$ 1 bilhão.
As composições eram do VLT de Cuiabá, que nunca saiu do papel, foi planejado para operar nos eixos CPA-Aeroporto e Coxipó-Centro, e foi inicialmente projetado com 33 estações ao longo de 22,2 km. As composições, fabricadas na Espanha, passaram por testes em 2013, mas o projeto enfrentou atrasos e dificuldades de implementação. A fabricante CAF será responsável pela restauração dos trens do modelo CAF Urbos originalmente adquiridos por Mato Grosso em 2014 e nunca utilizados.
Na operação, o custo do transporte será pago pelo governo do Estado de Mato Grosso, por 9,8 milhões de reais. Os vagões serão enviados à sede da CAF no Brasil para manutenção antes de serem enviados para Salvador. O valor do trajeto será pago pelo governo da Bahia.